# Trimorus bulgaricus
Trimorus bulgaricus is een vliesvleugelig insect uit de familie van de Scelionidae. De wetenschappelijke naam van de soort is voor het eerst geldig gepubliceerd in 1999 door Kononova & Petrov.